# Коломийський завод сільськогосподарських машин
Коломийський завод сільськогосподарських машин (ВАТ «Коломиясільмаш») — відкрите акціонерне товариство, що спеціалізується на виробництві сільськогосподарського обладнання та техніки (навантажувальні машини, деталі та запчастини для сільськогосподарської техніки).
Основними видами господарської діяльності ВАТ «Коломиясільмаш» є:
- машинобудування для тваринництва і кормовиробництва;
- виробництво іншого підйомно-транспортного, вантажо-розвантажувального і складського устаткування;